# Майаро
Майаро (англ. Mayaro) — город в регионе Майаро-Рио-Кларо на восточном побережье острова Тринидад в Тринидаде и Тобаго.

## История
Город образован из двух французских деревень Пьерревиль[уточнить] (фр. Pierreville) и Плезанс[уточнить] (фр. Plaisance). Современный Пьерревиль является деловой частью города. Плезанс находится на побережье и является курортной частью города с песочным пляжем.

## Население
По данным на 9 января 2011 года в городе проживали 2791 человек: мужчин — 1377, женщин — 1414.
На 15 мая 2000 года население составляло 2352 человек.